# Qaanaaq
Qaanaaq (AFI: [qaːnaːq]; em dinamarquês: Thule) é a localidade mais jovem e mais ao norte da Gronelândia. Está situada na costa do noroeste do país, numa região cujo subsolo está permanentemente congelado e o mar está gelado a maior parte do ano. Está localizada a uns 120 km a norte da base espacial americana de Pitufik. Pertence ao município de Avannaata.

## Etimologia
Qaanaaq é um nome gronelandês, significando “buracos na praia“.

## História
A antiga estação comercial de Thule foi fundada em 1910 pelo explorador polar dinamarquês Knud Rasmussen.                                                                                                                        A atual Qaanaaq foi criada em 1953, depois de a população de Thule (em gronelandês Uummannaq) ter sido deslocada 130 km para norte, e fixada na atual Qaanaaq, para permitir a expansão da então chamada Base Aérea de Thule, pertencente aos Estados Unidos.

## Geografia

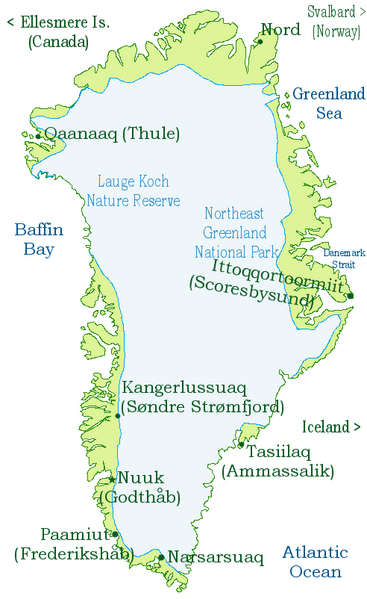
Mapa da Gronelândia.

Qaannaq está situada no noroeste da Gronelândia, e localizada na margem norte da entrada do fiorde de Inglefield, junto ao braço de mar que separa a própria Gronelândia da ilha de Ellesmere no Canadá.  

### Clima
A região de Qaanaaq tem um clima continental rigoroso e constitui um deserto ártico.

### Demografia

Município de Avannaata.

A cidade de Qaanaaq possui uma população de 591 pessoas (2024), e o município possui 10 846 habitantes (2024). 

Junto à cidade, há outras pequenas povoações com pequenas populações:

- Savissivik: pop. 66, na parte norte da Baía Melville, ao sul do município
- Moriusaq: pop. 2 (cerca de 30 km da Base aérea de Thule)
- Qeqertat: pop. 33 (na ilha principal de Harward Øer)
- Siorapaluk: pop. 68 (população natural mais setentrional do mundo a 77°47'N de latitude)

Todos estes estão perdendo seus habitantes desde que as pessoas começaram a mudar-se para a cidade. Historicamente, o número de habitantes foi maior,. Moriusaq está praticamente abandonada (Com 2 habitantes).

Esse processo de concentração populacional nas cidades é observado em toda a extensão da Gronelândia.
Etah, uma vila abandonada, já foi a vila mais setentrional do mundo (a 78º19'Norte), fica a 78 kms a noroeste de Siorapaluk.

### Idioma
Os habitantes de Qaanaaq pertencem ao povo Inughuit que fala a língua inuctune (Inuktun, também chamado de gronelandês do norte). Dominam igualmente o kalaallisut (gronelandês ocidental).

## Economia
Qaanaaq tem o rendimento médio mais baixo da Gronelândia.                                A sua economia está dominada pela caça e pela pesca.                                A cidade possui uma pequena fábrica de preparação de peixe e também proporciona emprego na administração municipal e em empresas públicas de infraestrutura.                                                O turismo tem um certo potencial, oferencendo viagens e expedições de caça em caiaque, para além de viagens de barco e de prática de caça de focas e renas.

## Infraestrutura

### Transporte
Devido ao mar estar gelado a maior parte do ano, Qaanaaq é uma povoação bastante isolada do resto do país.

### Aéreo
A localidade é servida por uma ligação aérea semanal a Upernavik  e Ilulissat, mantida pela Air Greenland.                                                                         Dispõe de uma pista de aterragem, a 7 km a oeste da própria povoação.

### Marítimo
Com o mar e a terra firme geladas durante a maior parte do ano, existem reduzidas ligações marítimas. A localidade recebe anualmente dois navios de abastecimento -  em julho e em setembro.

## Património histórico, cultural e turístico
A cidade dispõe de um património turístico e cultural, onde pode ser destacado:

- Museu de Qaanaaq (Qaanaaq Museum  ; museu dedicado às expedições polares de Knud Rasmussen; 1910)
- Igreja de Qaanaaq (Kirken ; igreja com motivos inuítes; 1954)

## Curiosidades
- Perto de Qaanaaq há uma das mais altas construções do mundo, de 410 metros, a Antena de Rádio de Thule.
- Também é interessante notar, que o nome da cidade, Qaanaaq, é um palíndromo.

## Galeria

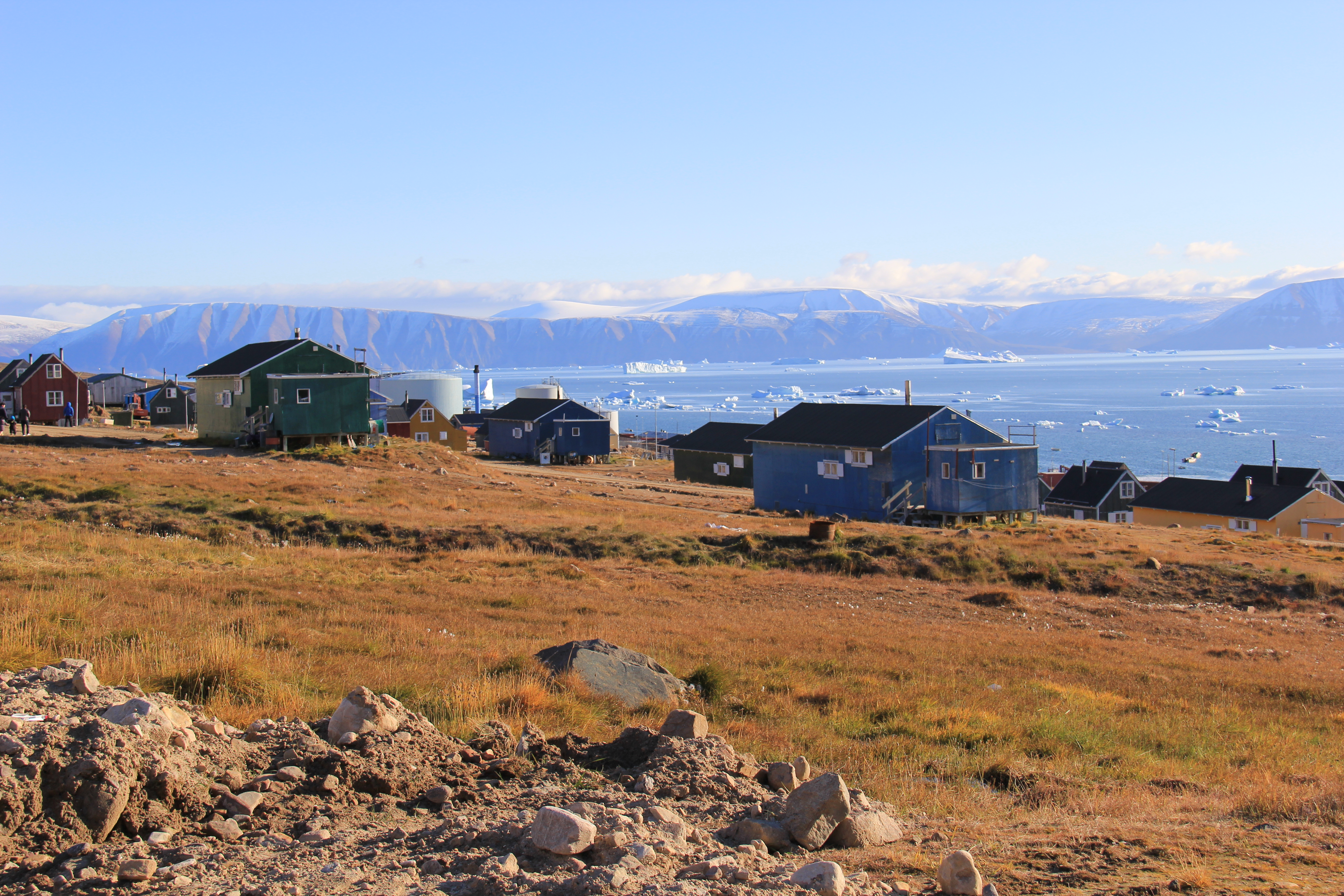
Casas da cidade
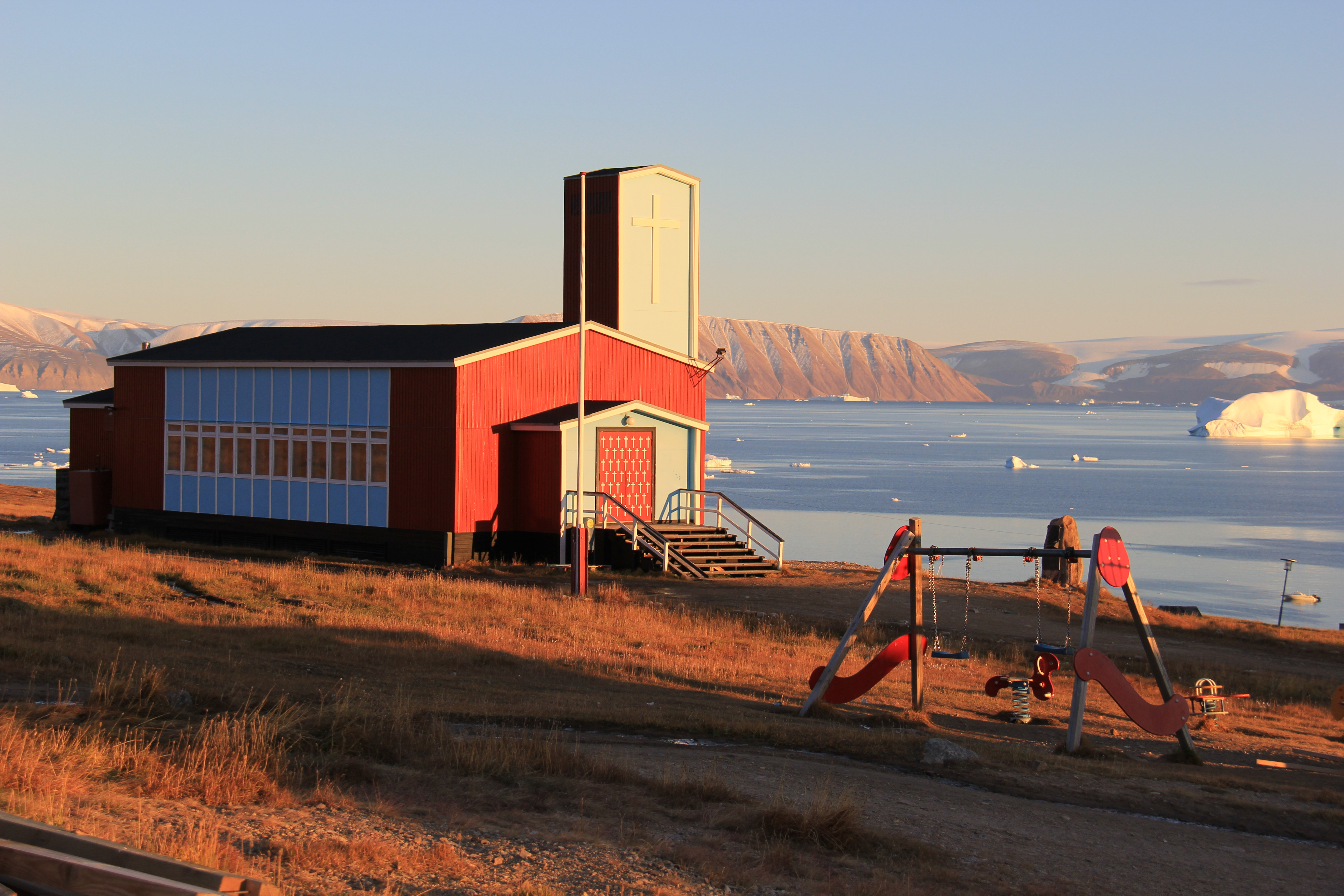
A igreja de Qaanaaq
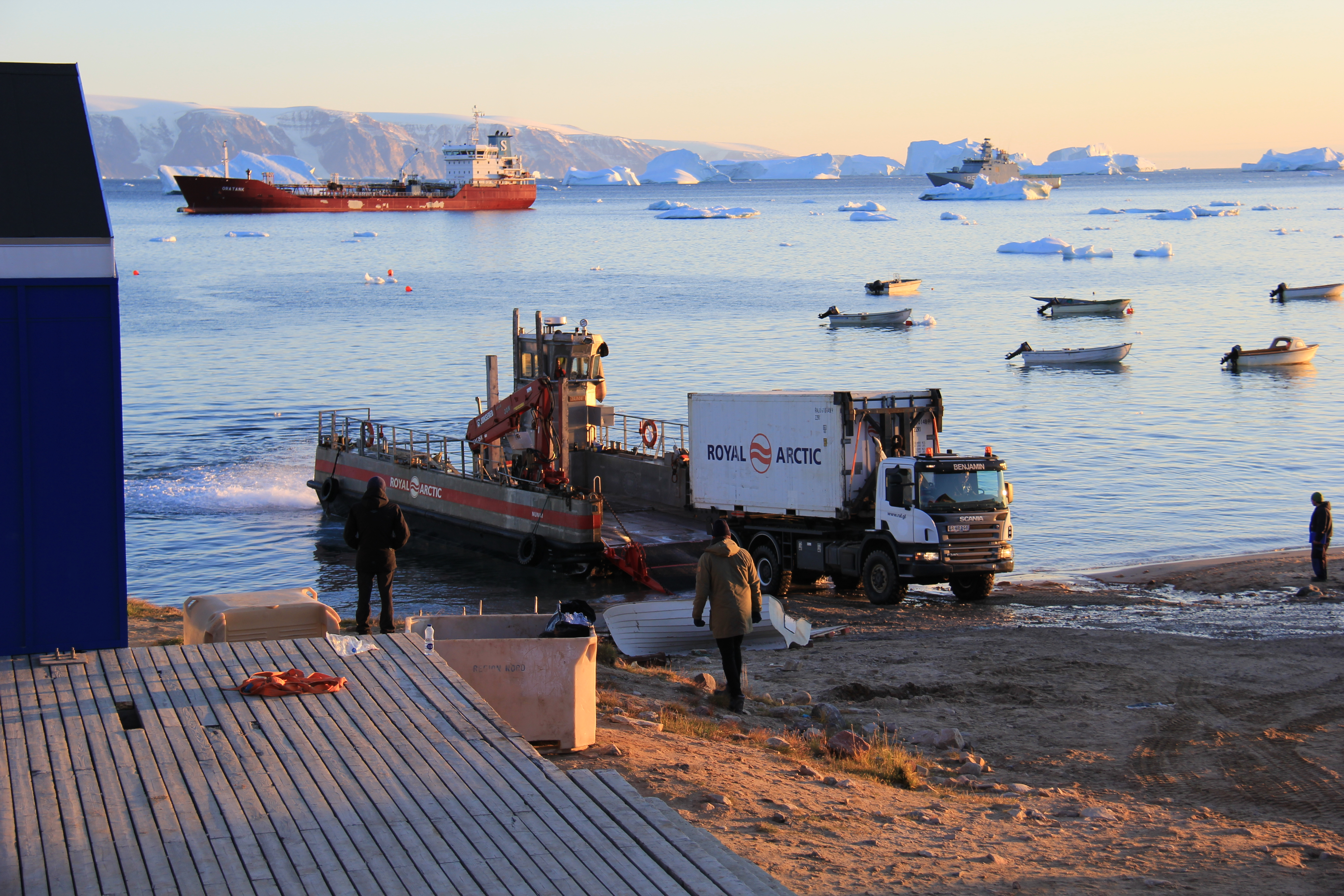
Desembarque marítimo de mercadorias
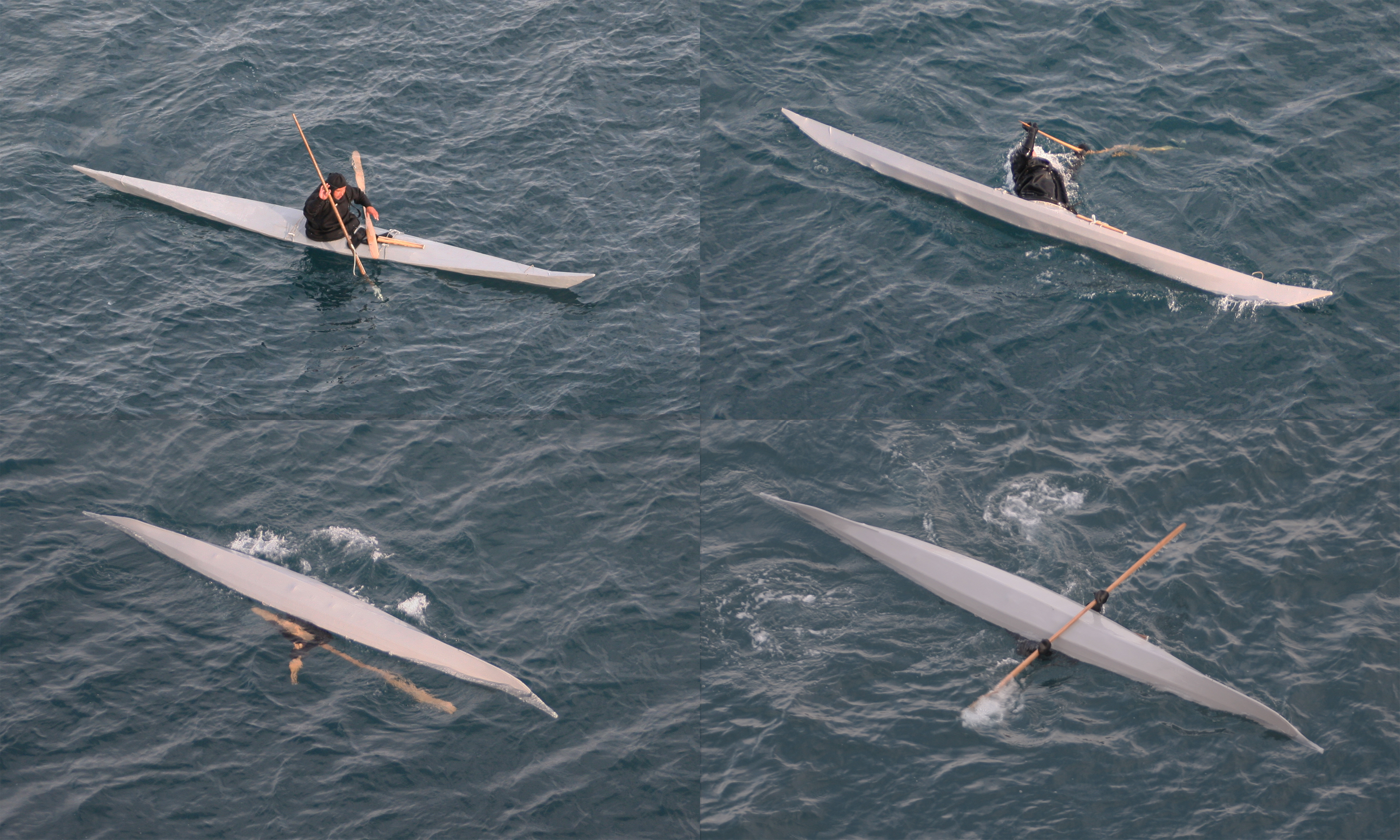
Um inuíte demonstra técnicas de uso do caiaque
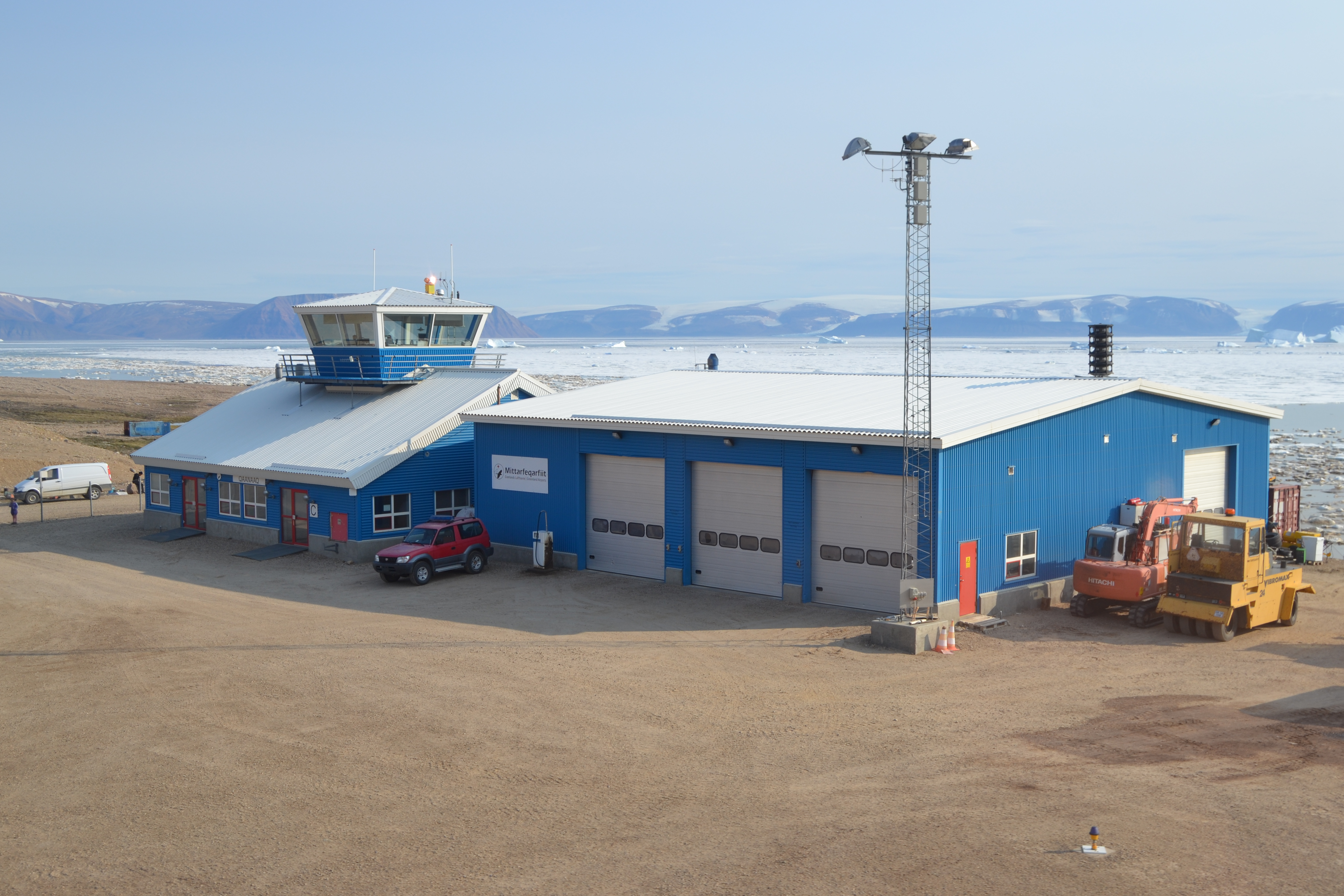
O Aeroporto de Qaanaaq.
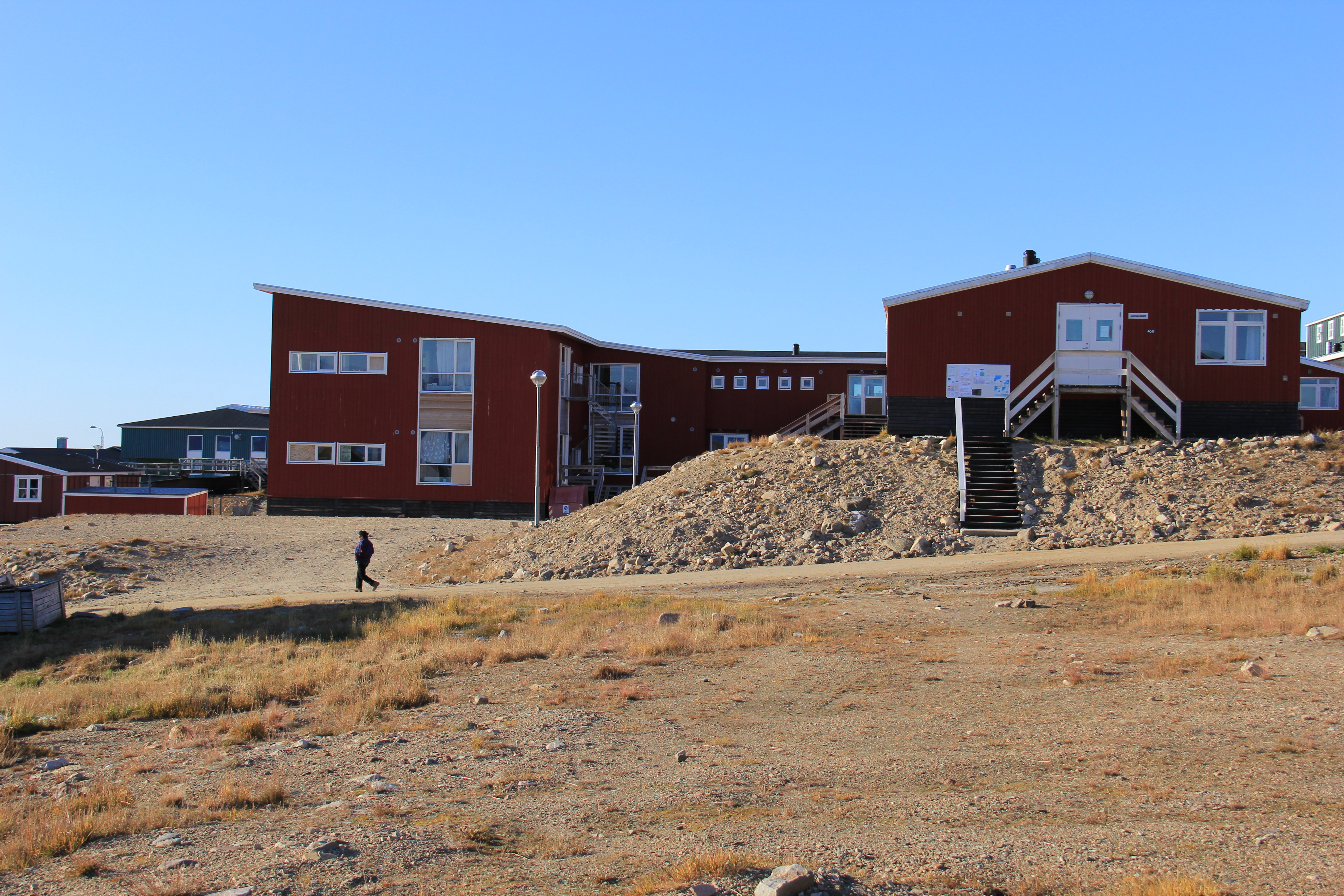
A escola pública de Qaanaaq